# Кастеллетто-Монферрато
Кастеллетто-Монферрато (італ. Castelletto Monferrato) — муніципалітет в Італії, у регіоні П'ємонт,  провінція Алессандрія.
Кастеллетто-Монферрато розташоване на відстані близько 470 км на північний захід від Рима, 70 км на схід від Турина, 9 км на північний захід від Алессандрії.
Населення — 1554 особи (2014).
Щорічний фестиваль відбувається 9 грудня. Покровитель — San Siro.

## Демографія
Населення за роками:

Станом на 1 січня 2023 року в муніципалітеті офіційно проживали 54 іноземці з 18 країн, серед них 23 громадяни країн Євросоюзу та 1 громадянин України.

## Сусідні муніципалітети
- Алессандрія
- Куарньєнто
- Сан-Сальваторе-Монферрато